# Семінарі (Міссісіпі)
Семінарі (англ. Seminary) — місто (англ. town) в США, в окрузі Ковінґтон штату Міссісіпі. Населення — 305 осіб (2020).

## Географія
Семінарі розташоване за координатами 31°33′27″ пн. ш. 89°29′56″ зх. д. / 31.55750° пн. ш. 89.49889° зх. д. (31.557524, -89.498973).  За даними Бюро перепису населення США в 2010 році місто мало площу 3,93 км², з яких 3,91 км² — суходіл та 0,02 км² — водойми.

## Демографія
Згідно з переписом 2010 року, у місті мешкало 314 осіб у 133 домогосподарствах у складі 87 родин. Густота населення становила 80 осіб/км².  Було 148 помешкань (38/км²).
Расовий склад населення:
| - 94,9 % — білих - 3,5 % — чорних або афроамериканців - 0,6 % — корінних американців |

До двох чи більше рас належало 0,3 %. Частка іспаномовних становила 1,6 % від усіх жителів.
За віковим діапазоном населення розподілялося таким чином: 23,2 % — особи молодші 18 років, 58,3 % — особи у віці 18—64 років, 18,5 % — особи у віці 65 років та старші. Медіана віку мешканця становила 40,0 року. На 100 осіб жіночої статі у місті припадало 82,6 чоловіків;  на 100 жінок у віці від 18 років та старших — 84,0 чоловіків також старших 18 років.
Середній дохід на одне домашнє господарство  становив 64 193 долари США (медіана — 42 105), а середній дохід на одну сім'ю — 83 242 долари (медіана — 67 708). За межею бідності перебувало 8,1 % осіб, у тому числі 5,5 % дітей у віці до 18 років та 14,6 % осіб у віці 65 років та старших.
Цивільне працевлаштоване населення становило 211 осіб. Основні галузі зайнятості: освіта, охорона здоров'я та соціальна допомога — 20,4 %, роздрібна торгівля — 17,1 %, виробництво — 15,6 %.